# Витез (Босна и Херцеговина)
Витез је градско насеље и сједиште истоимене општине у Босни и Херцеговини. У њему је 1991. године живјело 7.200 становника, од чега 35% Хрвата, 33% Бошњака, 15% Југословена, 13% Срба, и 4% осталих. Налази се у Средњобосанском кантону.
Витез је смјештен у централном дијелу долине ријеке Лашве. Удаљен је од Сарајева 70 km, а од Зенице 12 km. Уже градско подручје налази се на надморској висини од 415 метара. Клима је изразито континентална.
Овдје је био Масакр у Витезу 1993. године.

## Економија
Након Другог светског рата и успоставе нове власти на подручју општине делују предузећа дрвне индустрије, индустрије грађевинског материјала и шумарства, док велики дио становништва живи од пољопривреде, односно сточарства. Фабрика дрвета у Витезу је дуго времена радила у саставу државних железница. Од 1952. године пословала је као самостална привредна организација. Обухвата постројења за импрегнацију дрвета капацитета око 36.000 m³ и пилану капацитета до 50.000 m³ дрвета годишње. Развој Витеза у периоду социјалистичке Југославије везан је за хемијску индустрију. Наиме, 3. јула 1950. године, решењем председника Владе ФНРЈ основано је у Витезу предузеће „202“, које је касније добило назив Предузеће хемијске индустрије „Слободан Принцип Сељо“ (по народном хероју Слободану Принципу Сељи). У погонима овога предузећа производе се наменски производи, ракетни барути, флегматизатори, антифриз, затим привредни експлозиви и штапин, а формира се и трећа производна јединица („Синтевит“) чији су производни програми ПВЦ-гранулати, израда амбалаже и осталих производа од високотлачног полиетилена, плоча од термопласта и сл. Ово предузеће данас јединствено и под називом Пословни састав „ВИТЕЗИТ“. Свакако, кад се говори о индустрији Витеза, неопходно је споменути и приватна предузећа која се појављују крајем осамдесетих година. Међу тим предузећима најбржи развој бележи ПП „РАЈКОВИЋ“.

## Становништво
|                      | 2013.          | 1991.           | 1981.           | 1971.           | 1961.          |
| Укупно               | 6 329 (100,0%) | 7 200 (100,0%)  | 5 564 (100,0%)  | 3 603 (100,0%)  | 2 716 (100,0%) |
| Хрвати               | 3 912 (61,81%) | 2 607 (36,21%)  | 1 979 (35,57%)  | 1 446 (40,13%)  | 1 196 (44,04%) |
| Бошњаци              | 2 096 (33,12%) | 2 647 (36,76%)1 | 2 002 (35,98%)1 | 1 452 (40,30%)1 | 456 (16,79%)1  |
| Срби                 | 201 (3,176%)   | 741 (10,29%)    | 715 (12,85%)    | 488 (13,54%)    | 603 (22,20%)   |
| Босанци              | 31 (0,490%)    | –               | –               | –               | –              |
| Неизјашњени          | 25 (0,395%)    | –               | –               | –               | –              |
| Босанци и Херцеговци | 18 (0,284%)    | –               | –               | –               | –              |
| Остали               | 14 (0,221%)    | 268 (3,722%)    | 50 (0,899%)     | 33 (0,916%)     | 8 (0,295%)     |
| Албанци              | 8 (0,126%)     | –               | 10 (0,180%)     | 3 (0,083%)      | 5 (0,184%)     |
| Муслимани            | 8 (0,126%)     | –               | –               | –               | –              |
| Црногорци            | 7 (0,111%)     | –               | 2 (0,036%)      | 41 (1,138%)     | 35 (1,289%)    |
| Југословени          | 5 (0,079%)     | 937 (13,01%)    | 771 (13,86%)    | 121 (3,358%)    | 353 (13,00%)   |
| Непознато            | 3 (0,047%)     | –               | –               | –               | –              |
| Македонци            | 1 (0,016%)     | –               | 7 (0,126%)      | 4 (0,111%)      | 15 (0,552%)    |
| Роми                 | –              | –               | 22 (0,395%)     | –               | –              |
| Словенци             | –              | –               | 3 (0,054%)      | 13 (0,361%)     | 40 (1,473%)    |
| Мађари               | –              | –               | 3 (0,054%)      | 2 (0,056%)      | 5 (0,184%)     |

1. 1 На пописима од 1971. до 1991. Бошњаци су пописивани углавном као Муслимани.